# Георг Кершенштейнер
Георг Міхаель Кершенштейнер (нім. Georg Michael Kerschensteiner; нар. 29 липня 1854, Мюнхен — пом. 15 січня 1932, Мюнхен) — німецький педагог, автор теорії громадянського виховання.

## Роздуми
Кершенштейнер вважав, що основне завдання школи — громадянське виховання, тобто виховання людей, переконаних у необхідності беззаперечної слухняності існуючій державі. Корисний громадянин повинен прагнути і вміти служити державі, віддавати їй усе, що він має. Щоб бути спроможним служити і давати їй користь, потрібні різні, на думку Кершенштейнера, вміння. 
Школа має озброїти професією і надати професії морального характеру, тобто досягти того, щоб корисний громадянин дивився на свою професію як на засіб служіння державі і в цьому бачив мету свого життя.
Також, громадянське виховання педагог тісно пов'язував з трудовою підготовкою. Трудова школа, на його думку, повинна бути двох типів:
- середня загальноосвітня школа, що готує молодь до вступу у ВНЗ і до професійної діяльності, пов'язаних винятково з розумовою працею;
- народна школа для широких мас населення, що готує до практичної діяльності в сфері фізичної праці.

## Видання українською
- Кершенштайнер Ґ. Що таке державногромадянське виховання / Перекл. Василя Сімовича. — Раштадт : Нові виховничі шляхи, 1918. — 94 с.